# یواس‌اس پولیانا (اس‌پی-۱۰۴۸)
یواس‌اس پولیانا (اس‌پی-۱۰۴۸) (به انگلیسی: USS Pollyanna (SP-1048)) یک کشتی بود که طول آن ۳۵ فوت (۱۱ متر) بود. این کشتی در سال ۱۹۰۰ ساخته شد.